# Oed-Oehling
Oed-Oehling é um município da Áustria localizado no distrito de Amstetten, no estado de Baixa Áustria.